# أنا أحب لوسي
أنا أحب لوسي (بالإنجليزية: I Love Lucy)‏ هو مسلسل هزلي للتلفزيون الأمريكي ببطولة لوسيل بول، ديزي أرنيز، فيفيان فانس، ويليام فراولي. السلسلة التلفزيونية الأسود والأبيض بدأت في الأصل من 15 أكتوبر 1951، إلى 6 مايو 1957، على شبكة سي بي اس. بعد انتهاء السلسلة في عام 1957، ومع ذلك، استمرت تبث نسخة معدلة لمدة ثلاثة مواسم , 13 حلقة خاصة لمدة ساعة واحدة. وتجلى ذلك من عام 1957 إلى عام 1960. وكان أولاً يعرف باسم برنامج لوسيل بال ديزي أرنيز  وفي وقت لاحق عرف البرنامج باسم ساعة الكوميديا مع لوسي ديزي .as The Lucy–Desi Comedy Hour.

## معرض صور

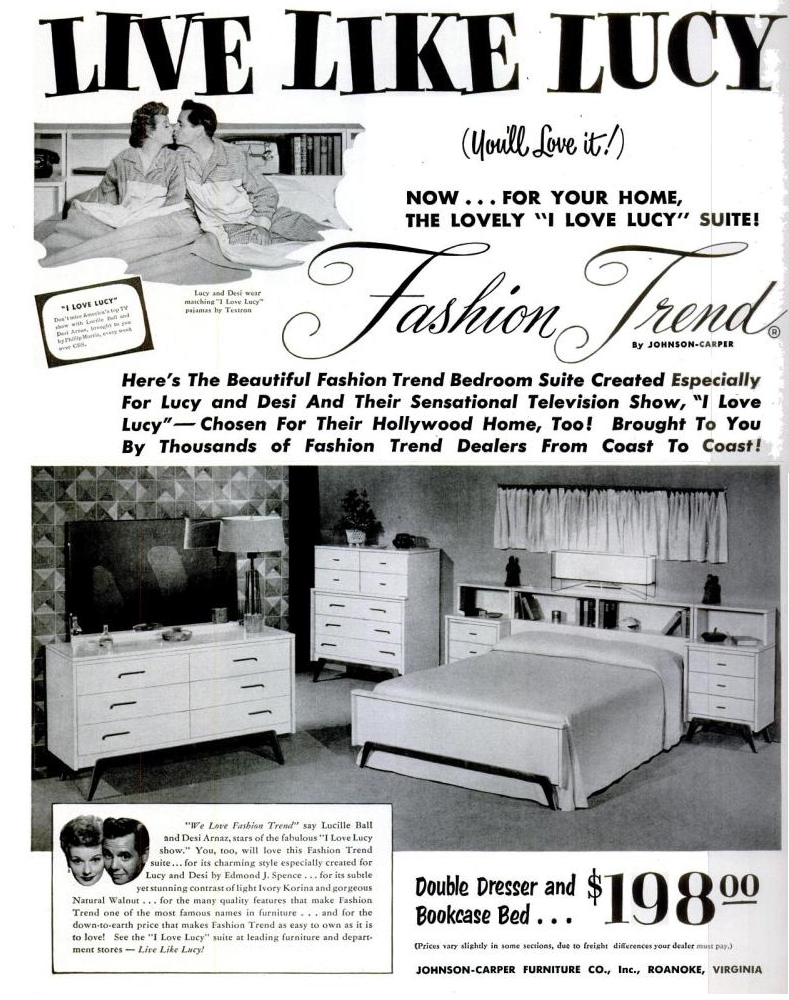
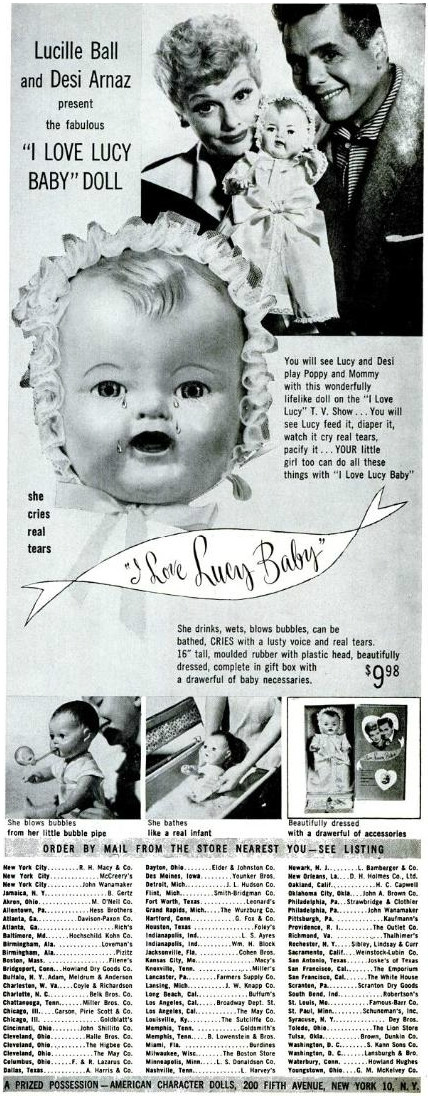
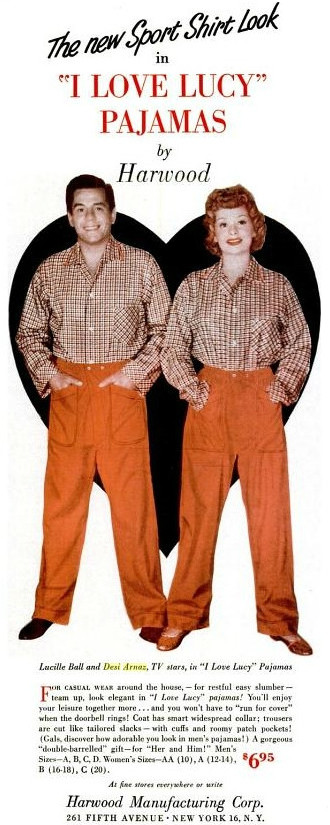

## روابط خارجية
- أنا أحب لوسي على موقع IMDb (الإنجليزية)
- أنا أحب لوسي على موقع ميتاكريتيك (الإنجليزية)
- أنا أحب لوسي على موقع الموسوعة البريطانية (الإنجليزية)
- أنا أحب لوسي على موقع روتن توميتوز (الإنجليزية)
- أنا أحب لوسي على موقع أول موفي (الإنجليزية)
- أنا أحب لوسي على موقع كينوبويسك (الروسية)
- أنا أحب لوسي على موقع ألو سيني (الفرنسية)
- أنا أحب لوسي على موقع قاعدة بيانات الفيلم (الإنجليزية)